# 弗里茨·舍费尔 (摔跤运动员)
弗里茨·舍费尔（德語：Fritz Schäfer，1912年9月7日—1973年10月15日），德国男子摔跤运动员。他曾代表德国参加1936年夏季奥林匹克运动会摔跤比赛，获得男子古典式72公斤级银牌。